# Monastère de Vraćevšnica
Le monastère de Vraćevšnica (en serbe cyrillique : Манастир Враћевшница ; en serbe latin : Manastir Vraćevšnica) est un monastère orthodoxe serbe situé à Vraćevšnica, dans la municipalité de Gornji Milanovac et dans le district de Moravica, en Serbie. Il est inscrit sur la liste des monuments culturels de grande importance de la république de Serbie (identifiant no SK 188),,,.
L'église du monastère est dédiée à saint Georges. Aujourd'hui, le monastère abrite des religieuses,.

## Localisation

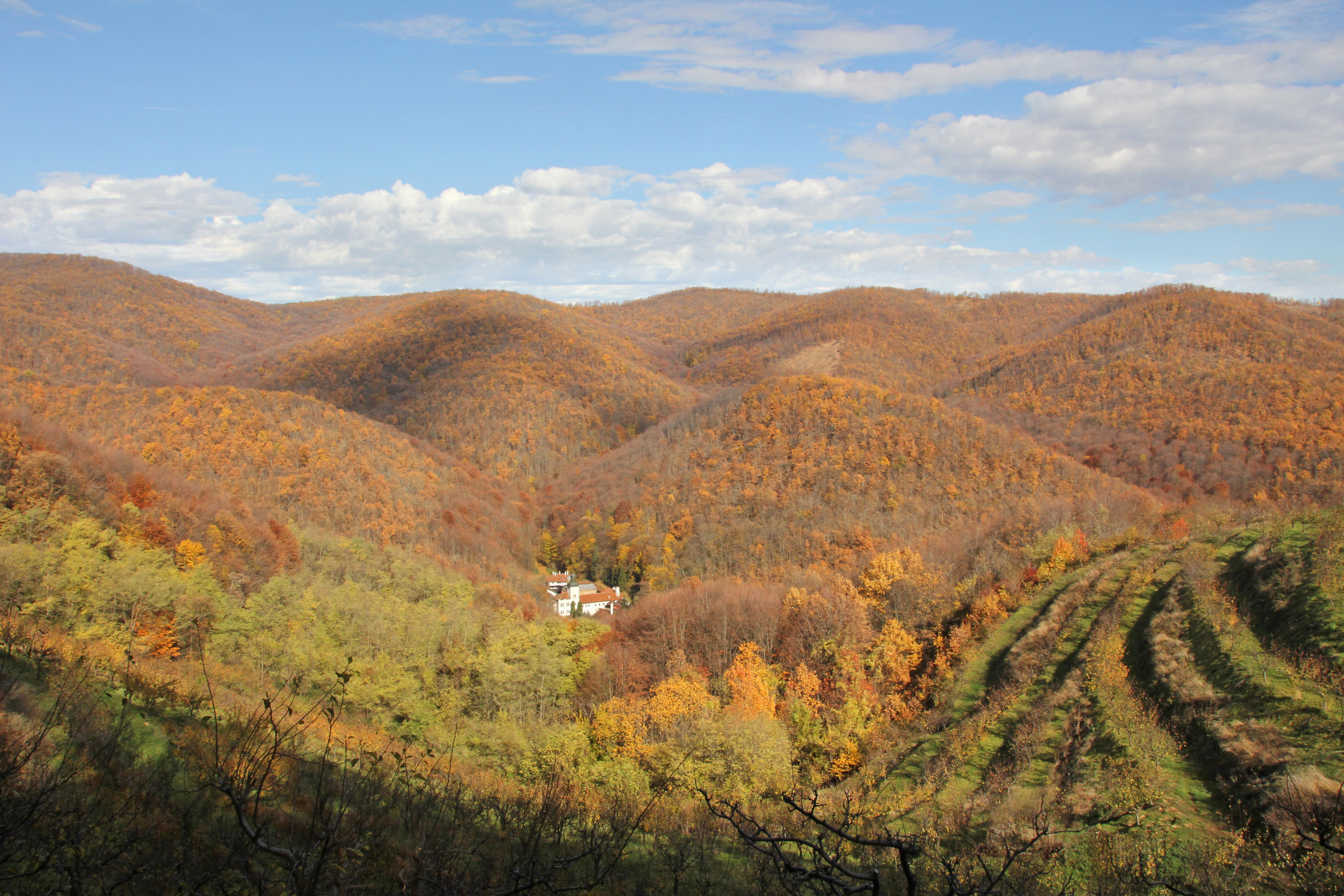
Vue du monastère sur les pentes du mont Rudnik.

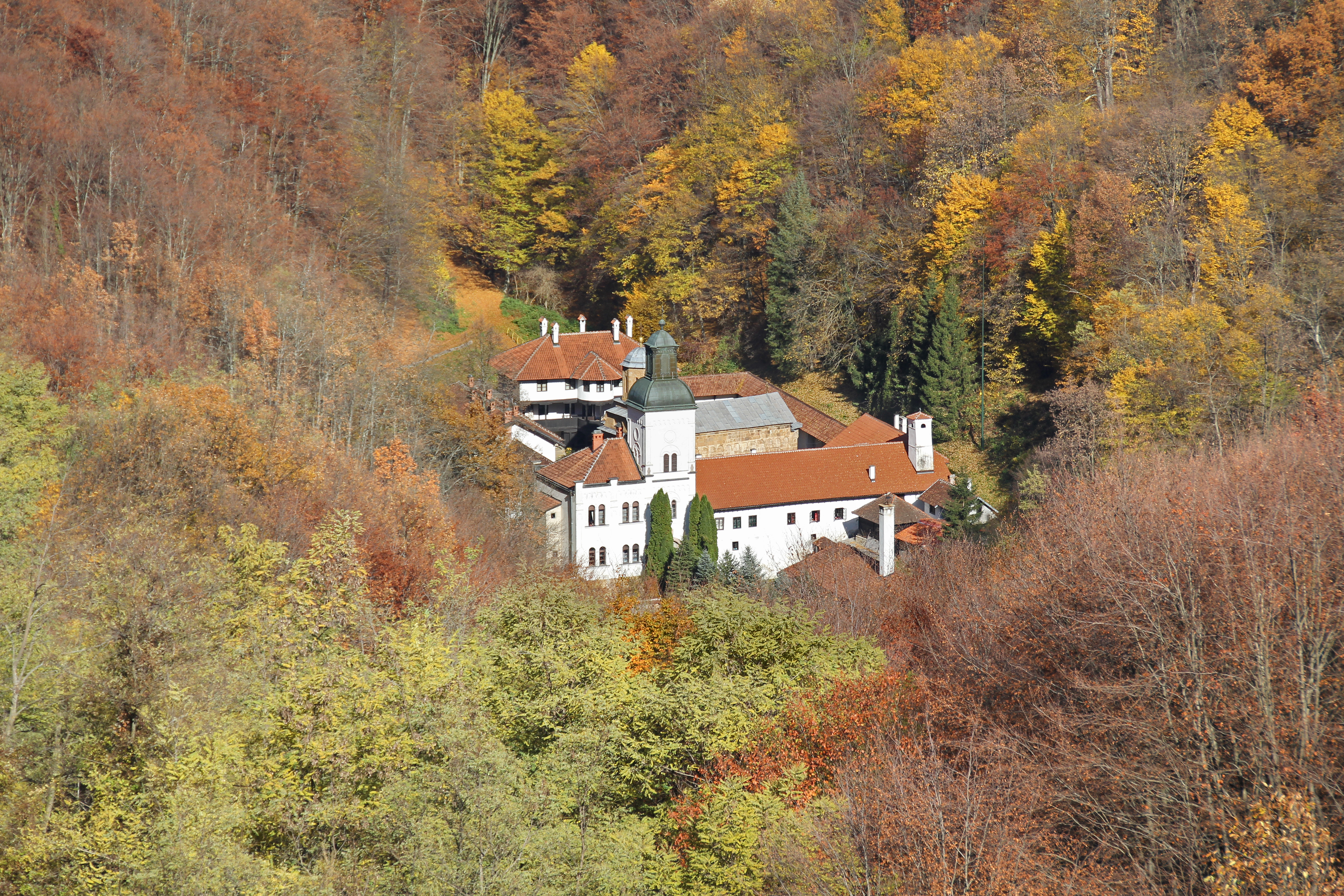
Vue générale du monastère.

Le monastère est situé à 20 km de Gornji Milanovac, sur la route qui conduit à Kragujevac, sur les pentes du mont Rudnik et dans la vallée de la Vraćevšnička reka,.

## Histoire

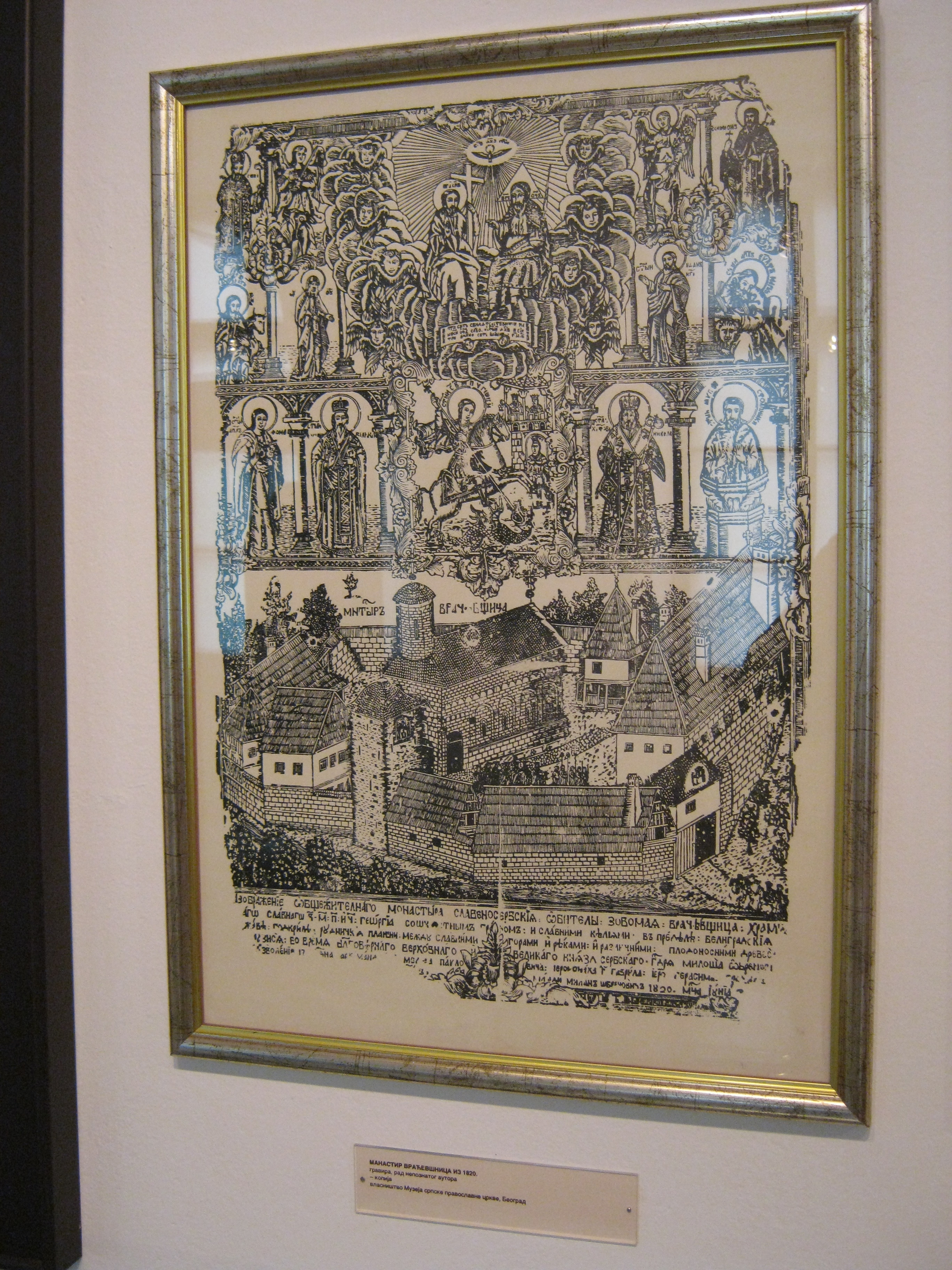
Gravure représentant le monastère, 1820, Musée du Second soulèvement serbe à Takovo

Le monastère a été fondé en 1428, ou en 1431 grâce à un don du « grand čelnik » Radič Postupović, le fils du voïvode de la Gruža Milutin ; ce noble personnage, élevé à la cour du prince Lazare, est devenu l'ami de son fils, le prince Stefan Lazarević,. Âgé de 17 ans, Radič avait participé aux côtés de son père et de ses hommes à la bataille de Kosovo Polje ; selon la tradition, il avait adressé une prière à saint Georges et lui avait promis que, s'il avait la vie sauve, il fonderait un monastère en son honneur ; la création du monastère marquerait ainsi sa gratitude à l'égard du saint d’être revenu vivant du combat.

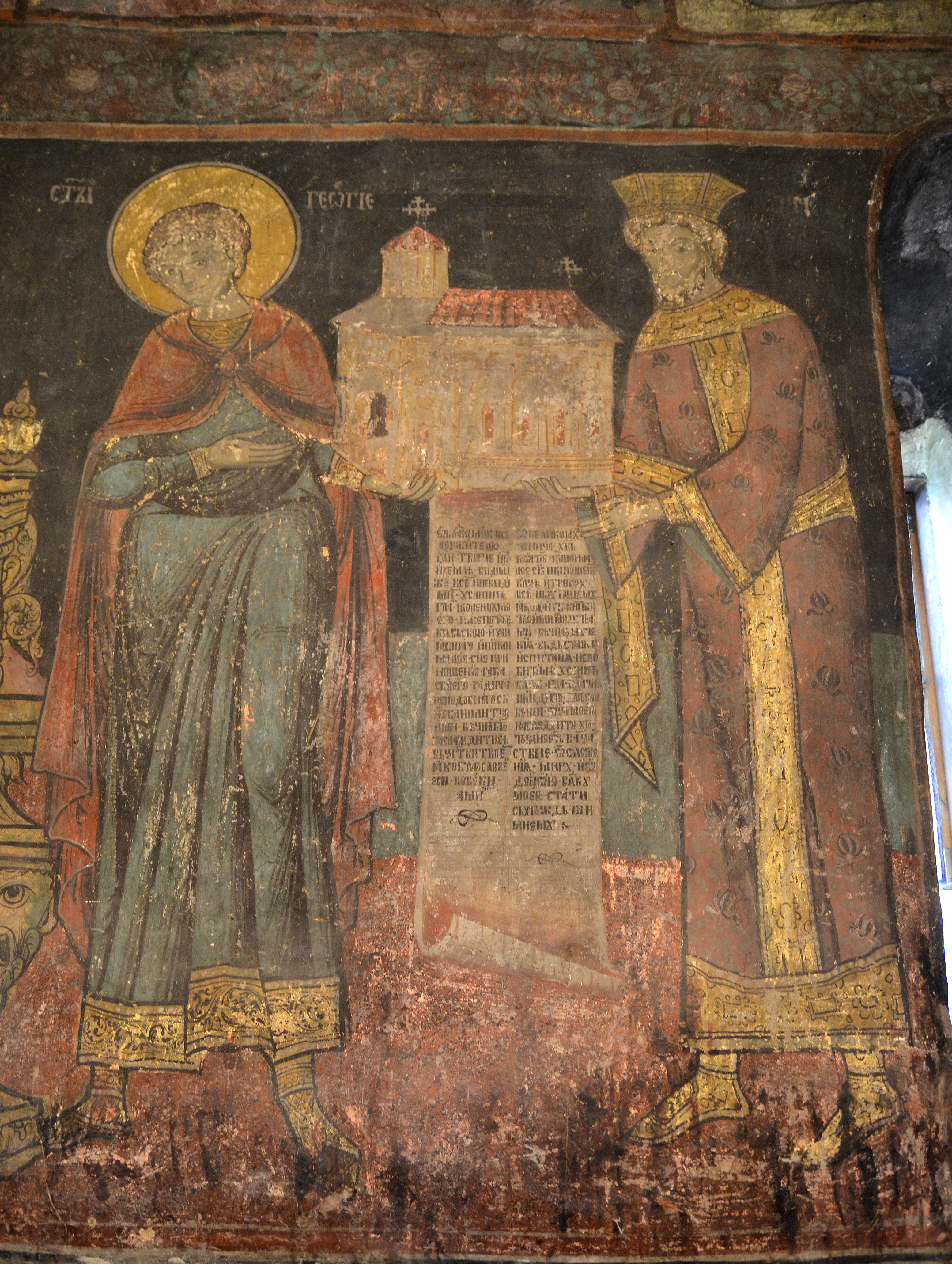
Détail de la fresque du donateur, Radič Postupović (à droite).

Les premières données sur le monastère remontent à la période ottomane et datent de 1579 ; elles mentionnent la destruction et la reconstruction du monastère à l'époque du métropolite de Rudnik Diomidije. Après une nouvelle destruction en 1682, il a été entièrement reconstruit en 1737, à l'époque de l'higoumène Mihailo.
Il est devenu un centre politique à l'époque du Premier et du second soulèvement serbe contre les Ottomans ; une école y a été ouverte à ce moment-là,. Karađorđe (Karageorges), le chef de la première insurrection serbe et le fondateur de la dynastie des Karađorđević, est souvent venu à Vraćevšnica ; en 1812, il y a réuni une assemblée où il a donné lecture du traité de Bucarest qui mettait fin à la guerre russo-turque de 1806-1812 ; un envoyé du tsar Alexandre Ier assistait à l'événement et des médailles russes ont été décernées à des combattants serbes.
Le 11 avril 1815, Melentije Pavlović (1776-1833), qui a été le premier métropolite de la Serbie renouvelée, a célébré au monastère la liturgie du Dimanche des Rameaux ; il a donné la communion au prince Miloš Obrenović et aux insurgés qui, après avoir communié, à l'aube, ont traversé la montagne jusqu'à Takovo et y ont lancé le soulèvement de Takovo, qui marque le début du second soulèvement serbe contre les Turcs (1815-1817). Melentije Pavlović, sous la bannière de la « croix », a prêté serment d'allégeance à la Serbie et au peuple serbe ; l'archimandrite a encore joué un rôle important dans la célèbre bataille de Ljubić (6 juin 1815), lorsqu'après la mort du chef Tanasko Rajić, il a organisé une attaque contre les Turcs en fuite. Ce second soulèvement s'est terminé par une victoire stratégique et diplomatique serbe et a vu un renforcement de l'autonomie de la principauté de Serbie et son agrandissement par l'intégration du Pachalik de Belgrade. Au printemps 1818, le prince Miloš a réuni au monastère l'Assemblée nationale où il a été décidé de faire de Kragujevac la capitale de la principauté de Serbie, désormais totalement autonome vis-à-vis de la Sublime Porte,.
Près de l'église se trouve la tombe de la mère du prince Miloš, Višnja Obrenović ; le prince s'est également fait construire un konak à Gornja Crnuća, à trois ou quatre kilomètres du monastère ; cet édifice en bois est aujourd'hui inscrit sur la liste des monuments culturels d'importance exceptionnelle de la république de Serbie. Le monastère a pris son apparence actuelle en 1860 grâce à ce prince.

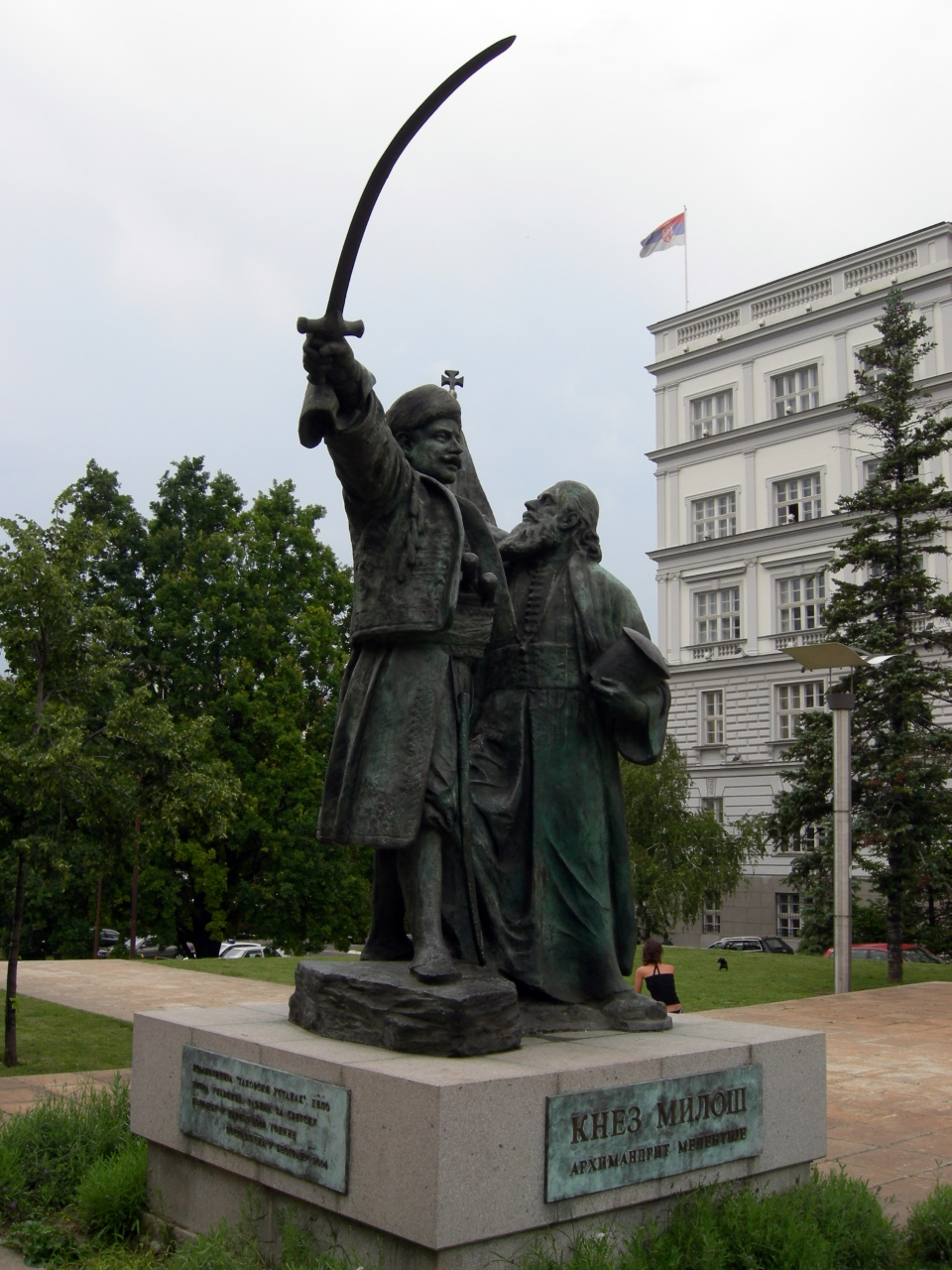
Le Soulèvement de Takovo, sculpture de Petar Ubavkić, représentant le prince Miloš et l'archimandrite Melentije Pavlović, Parc Gavrilo Princip à Belgrade.
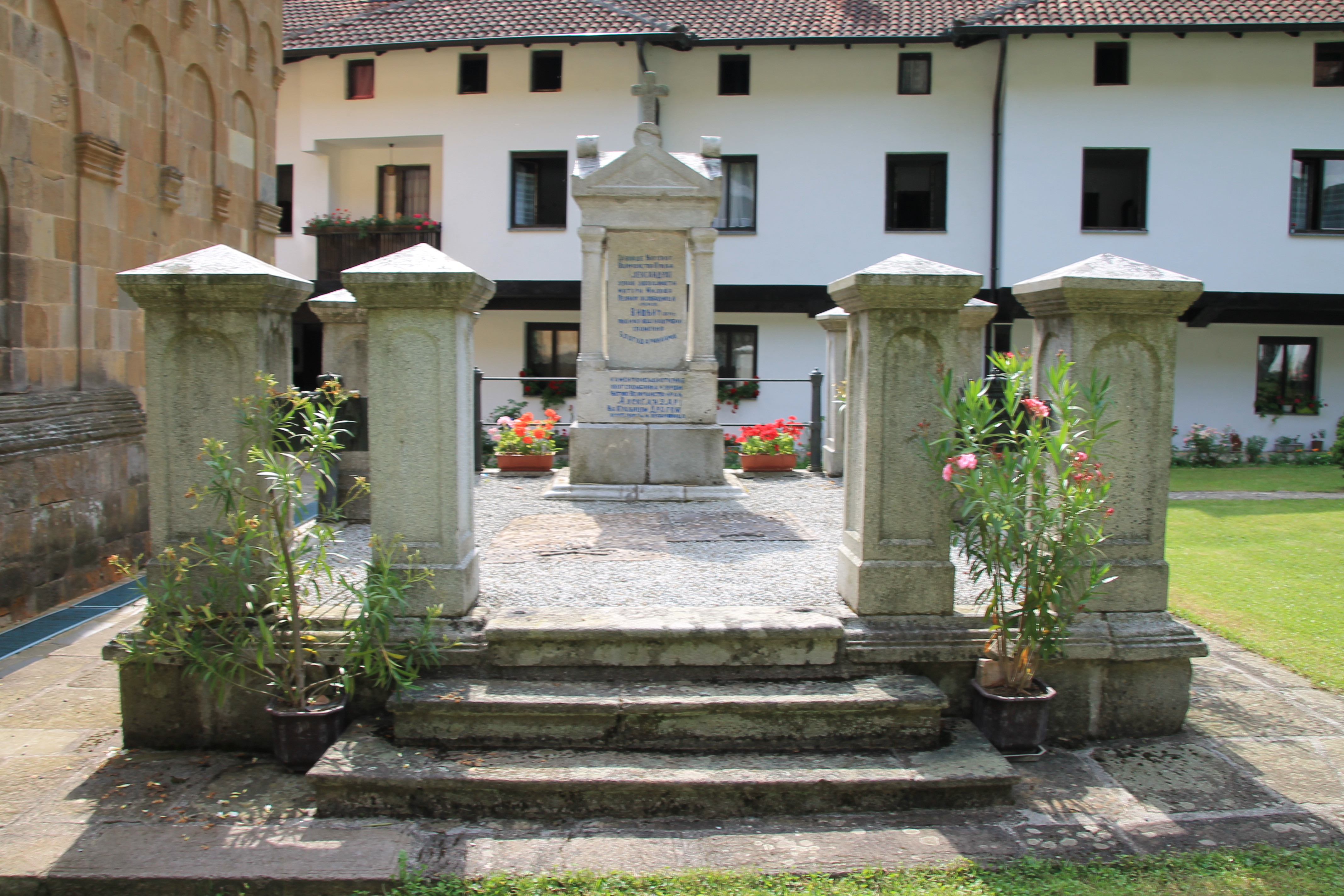
La tombe de Višnja Obrenović dans le monastère.
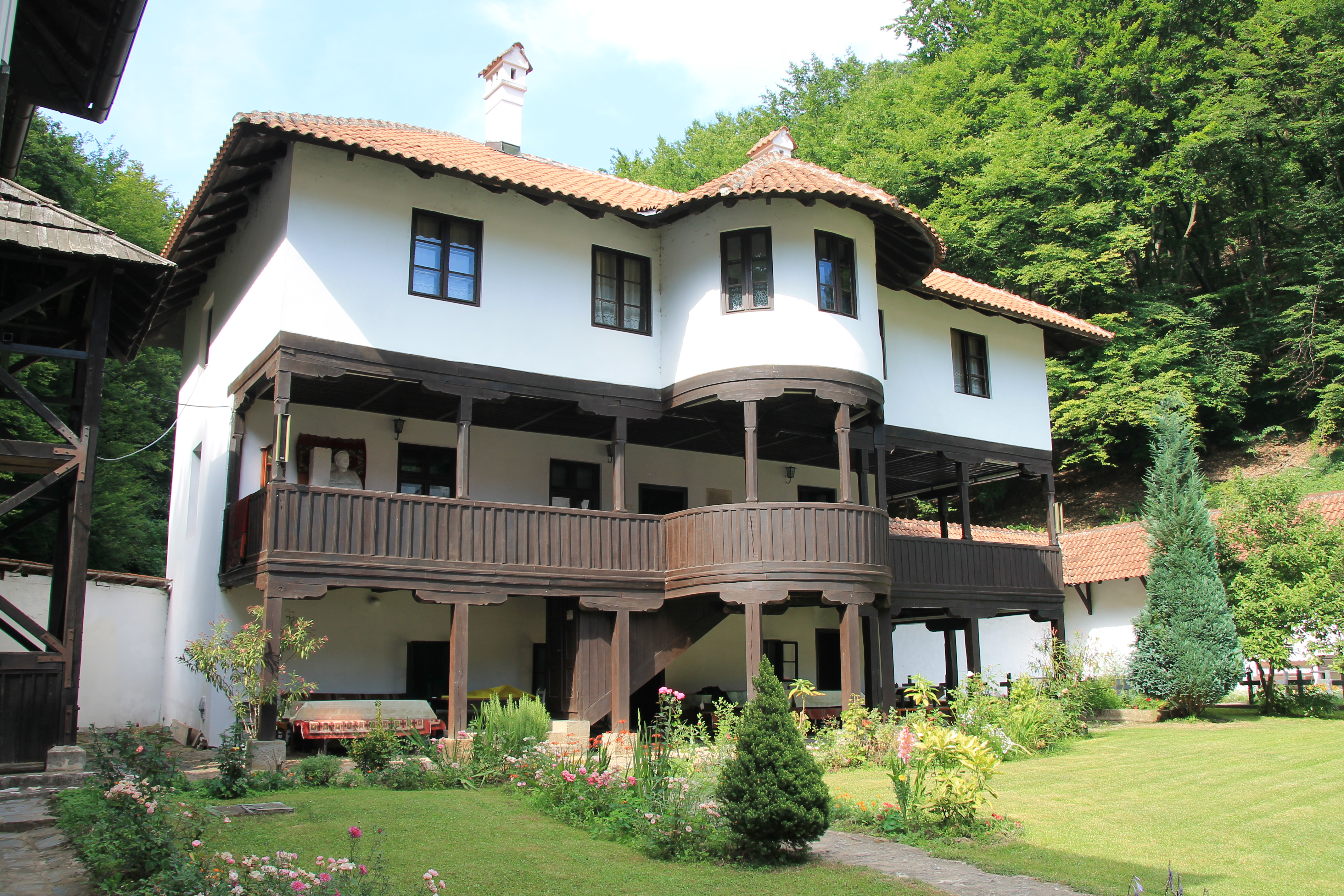
Un konak dans le monastère.

## Église

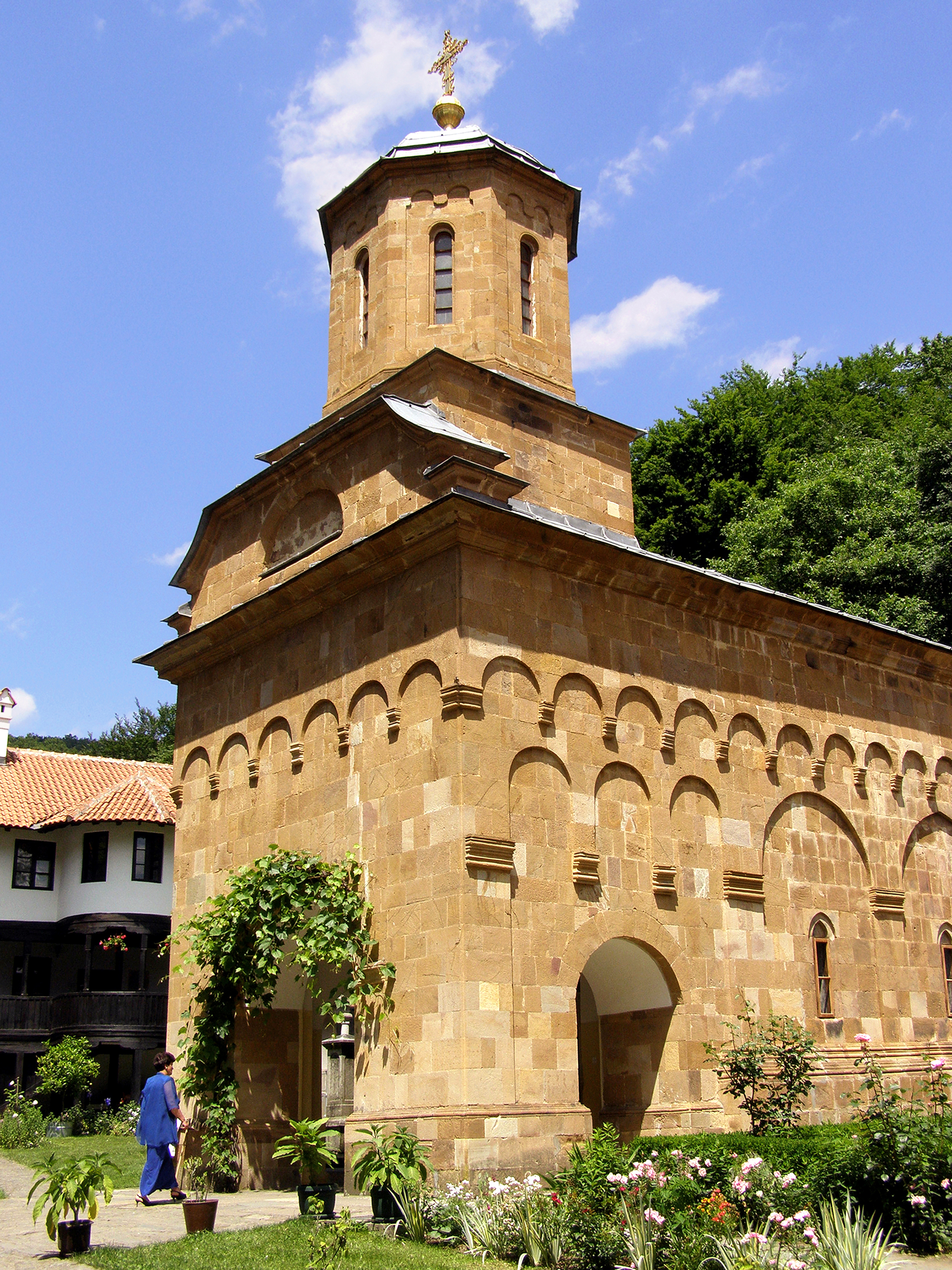
L'église Saint-Georges, dans le monastère.

L'église du monastère, construite à l'origine en même temps que le monastère, rappelle le style de l'école rascienne. Elle constituée d'une nef unique prolongée par une abside dotée d'une voûte en demi-calotte et qui, à l'intérieur, est demi-circulaire et, à l'extérieur, à cinq pans. La nef, quant à elle, dispose d'une voûte en berceau. La zone du narthex est dominée par une haute coupole octogonale.
Les façades en grès sont rythmées verticalement par des arcatures aveugles en plein cintre et par des pilastres reposant sur des consoles moulurées. Horizontalement, une frise dentée court le long du bâtiment.

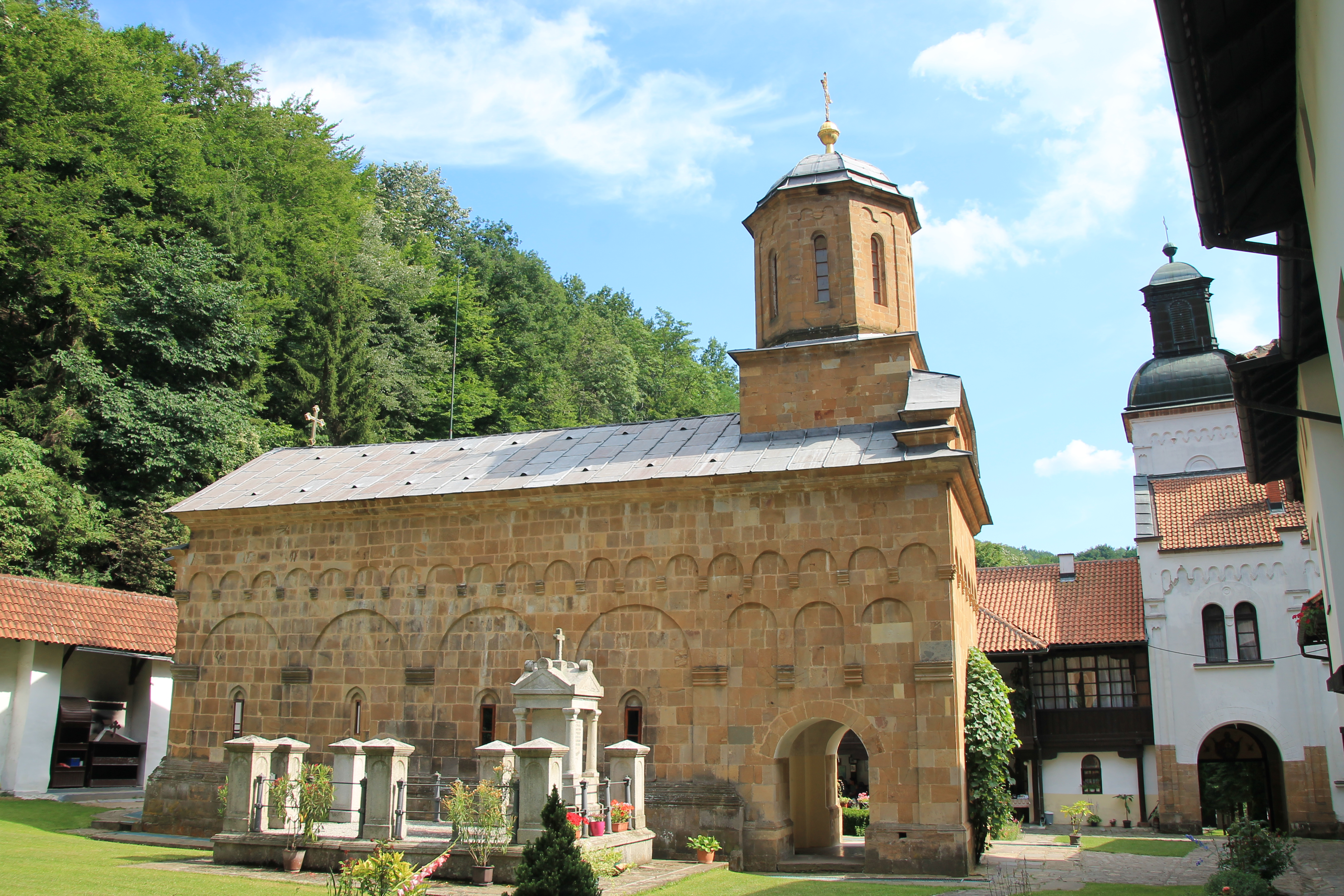
Autre vue de l'église, avec la tour d'entrée.
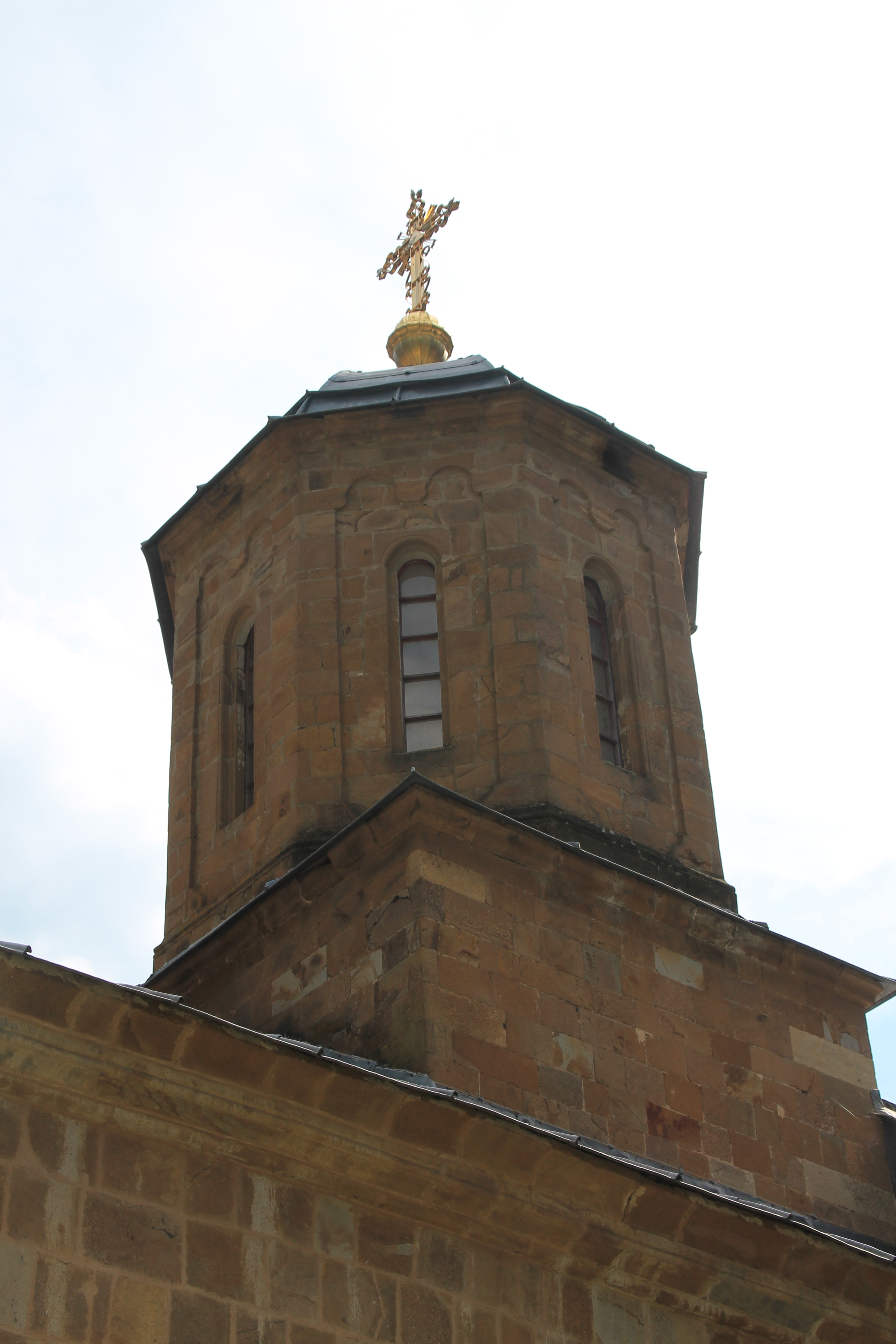
Détail du dôme de l'église.
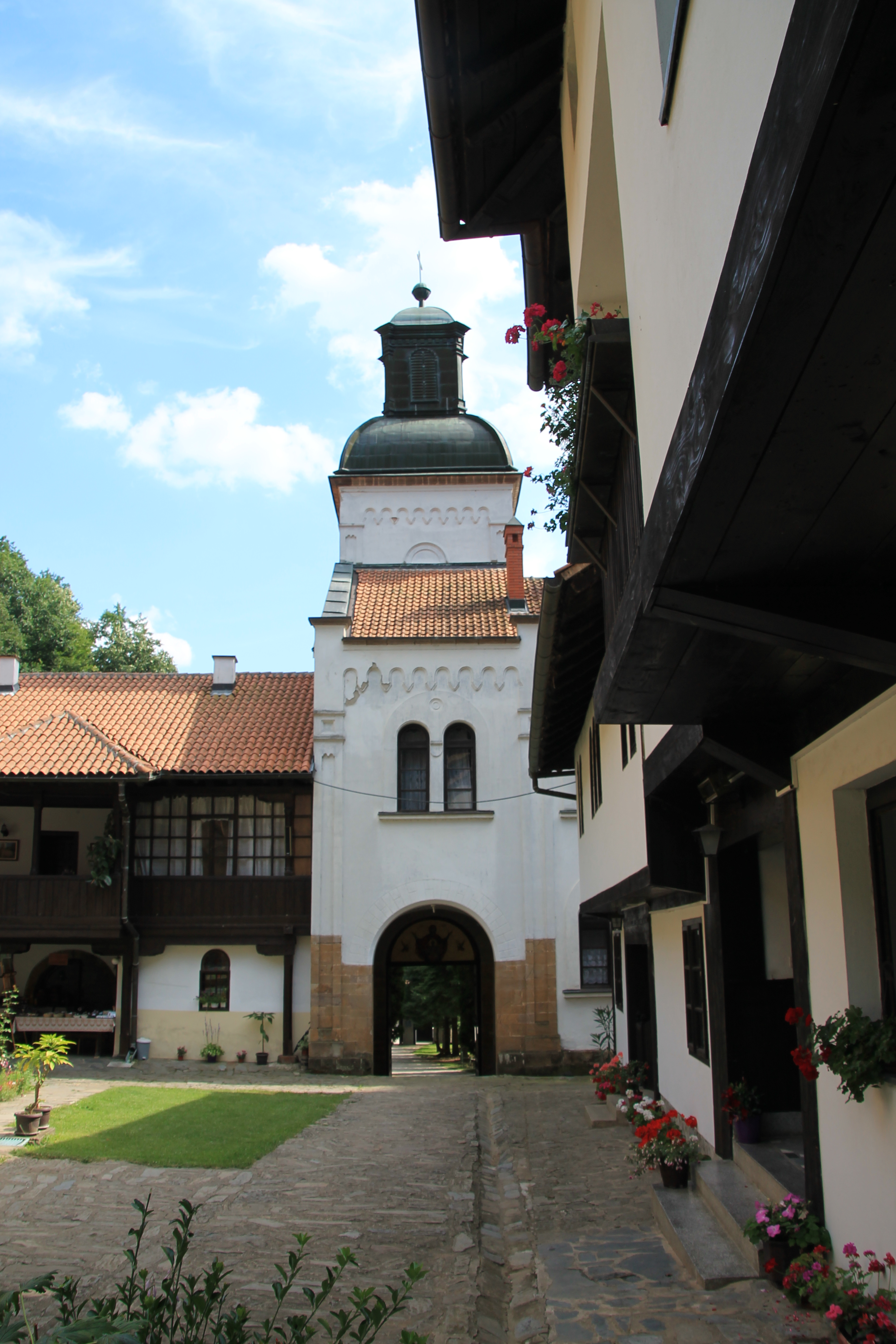
Autre vue de la tour d'entrée.
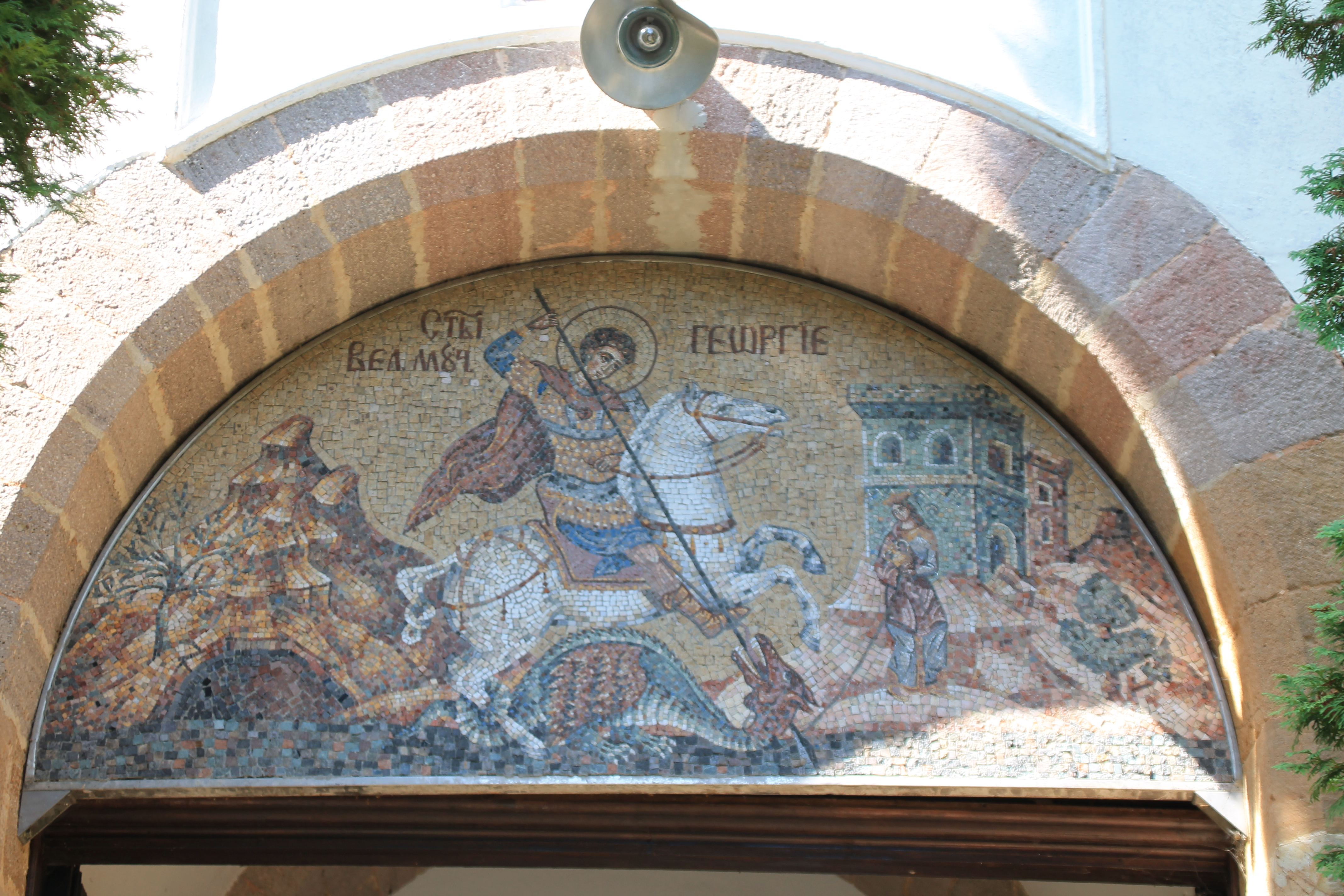
La mosaïque de saint Georges terrassant le dragon sur la tour d'entrée.

L'iconostase a été réalisée en 1622 et compte 30 icônes peintes par des artistes divers des XVIIIe et XIXe siècles ; le seul à avoir laissé son nom est un certain Stavros qui a travaillé en 1754 à l'icône de la Mère de Dieu, située dans la partie supérieure de la structure. Les fresques ont été peintes en 1737 ; elles sont l'œuvre d'artistes dirigés par Andrej Andrejević.

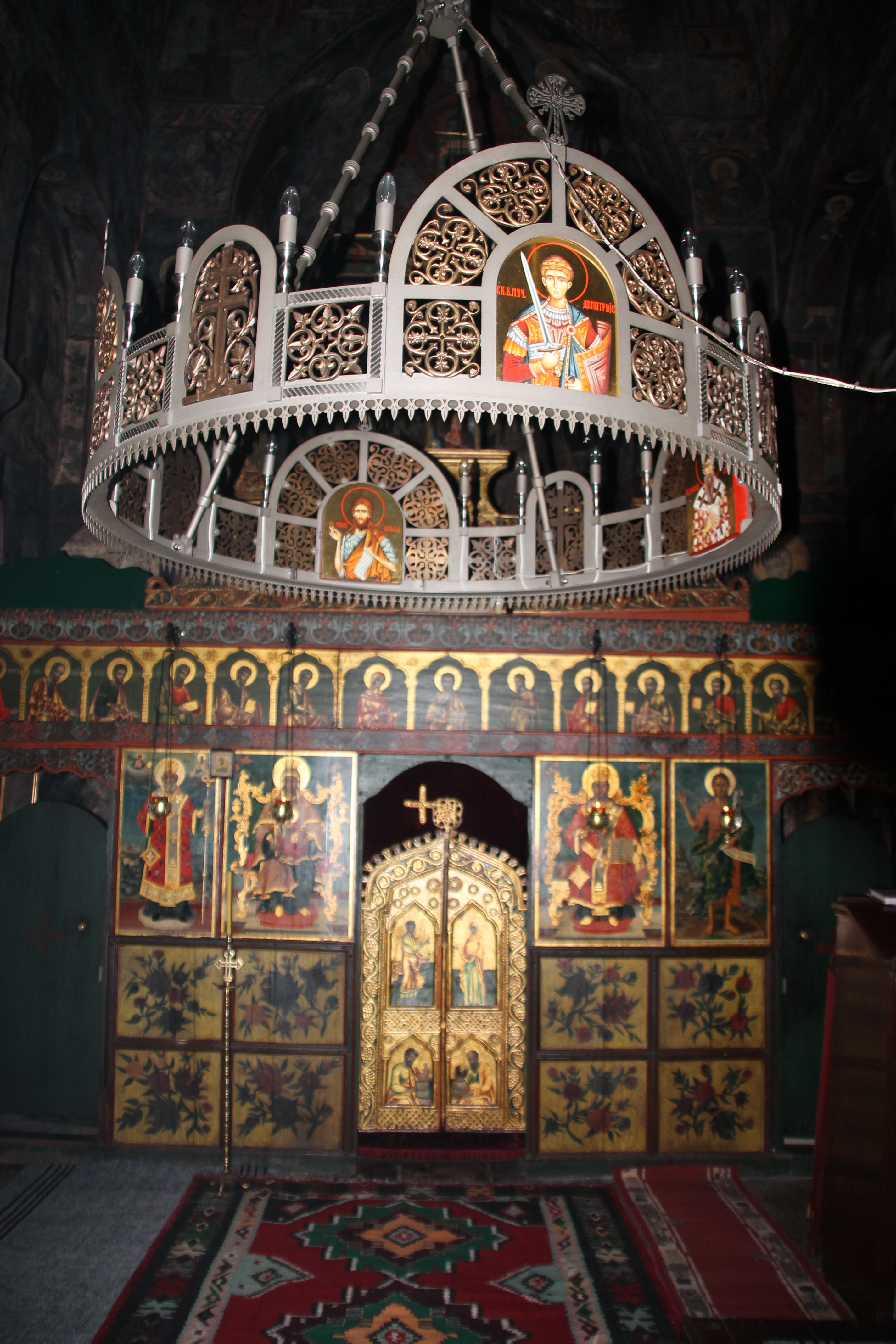
L'iconostase.
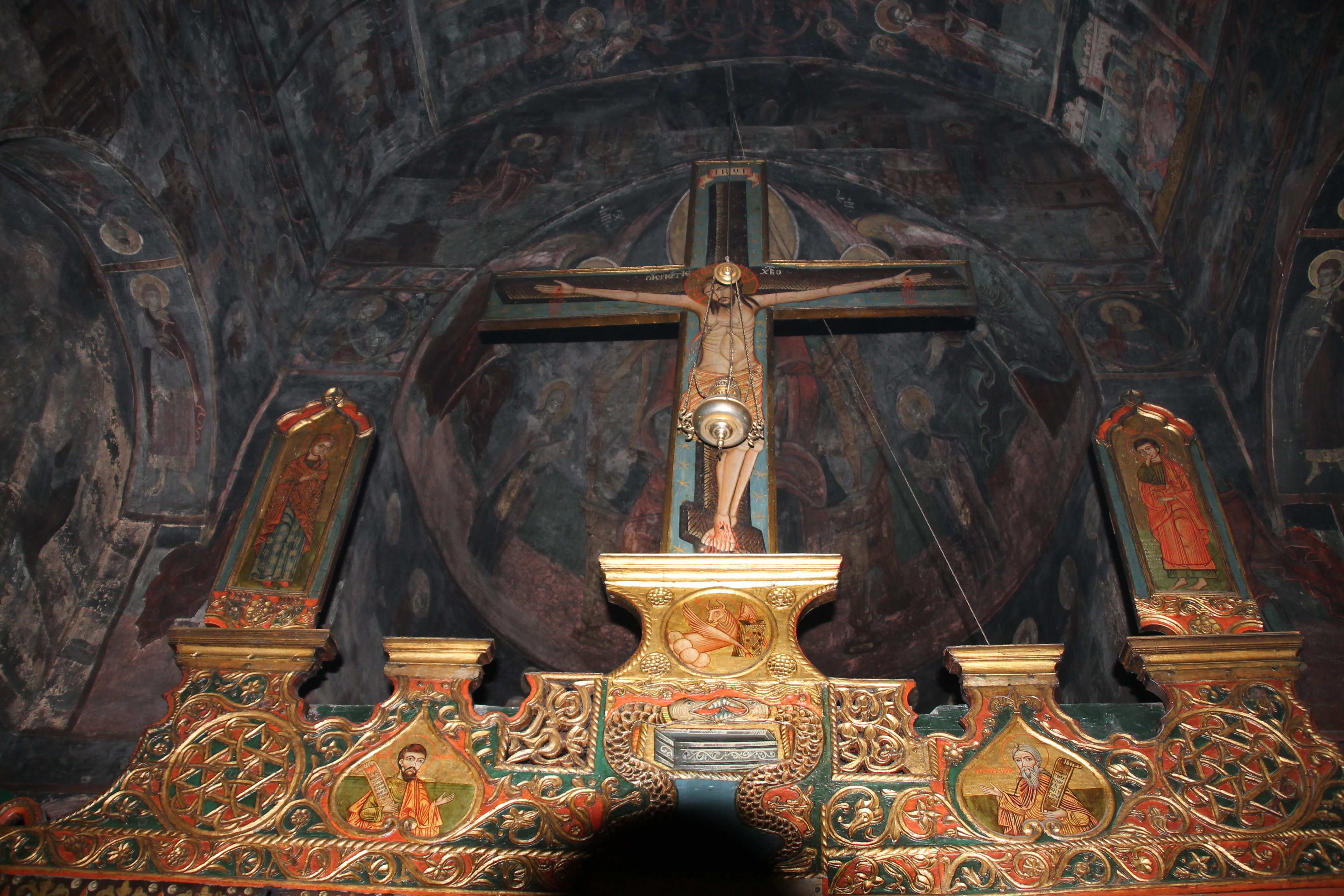
Le haut de l'iconostase et fresques des voûtes du chœur et de la calotte de l'abside.
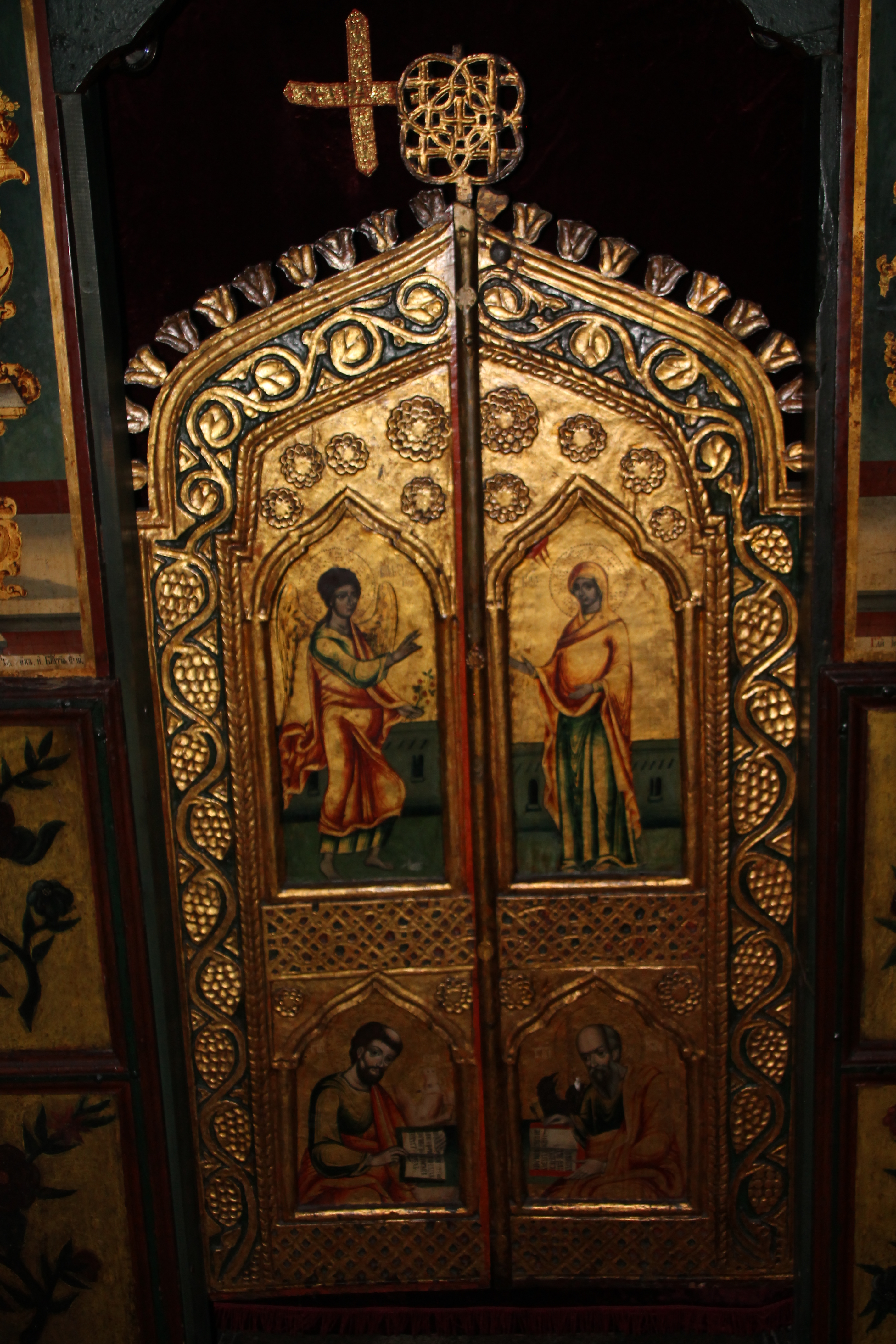
Détail des « portes royales ».
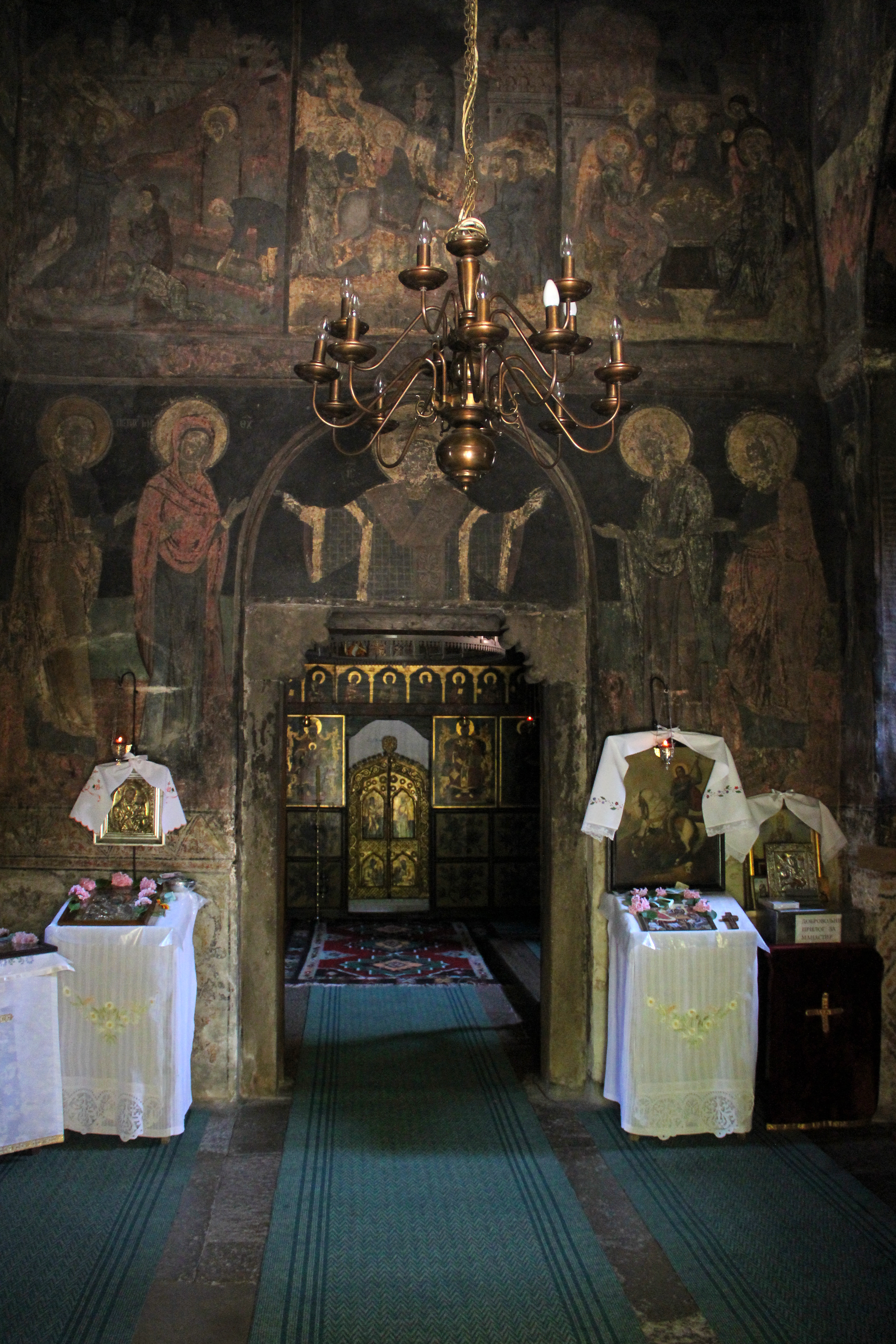
Fresques dans le narthex.

## Trésor
Le monastère abrite des icônes et du mobilier provenant de la famille des Obrenović ; on y trouve notamment un portrait du prince Miloš, peint par Đura Jakšić et une plaque de cuivre destinée à la gravure, représentant le monastère au XVIIIe siècle.